# Warrane
Warrane är en del av en befolkad plats i Australien. Den ligger i regionen Clarence och delstaten Tasmanien, i den sydöstra delen av landet, nära delstatshuvudstaden Hobart.
Runt Warrane är det ganska tätbefolkat, med 124 invånare per kvadratkilometer.. Närmaste större samhälle är Hobart, nära Warrane. 
Genomsnittlig årsnederbörd är 697 millimeter. Den regnigaste månaden är juli, med i genomsnitt 78 mm nederbörd, och den torraste är februari, med 41 mm nederbörd.